# Jarosław Kowalski
Jarosław Kowalski (ur. 22 stycznia 1974 w Sandomierzu) – polski snookerzysta. Właściciel i zawodnik warszawskiego klubu „147 break”, dwukrotny mistrz Polski w latach 2004–2005. Jego najwyższy break to 119 punktów, a treningowy 147. Jako ulubionego snookerzystę wymienia Ronniego O’Sullivana. W 2007 roku odpadł w pierwszej rundzie nierankingowego zaproszeniowego turnieju Warsaw Snooker Tour, w którym uległ Szkotowi Graeme’owi Dottowi 2:4.